# Зимбабве
Зимбабве (енгл. Zimbabwe), или званично Република Зимбабве (енгл. Republic of Zimbabwe) је држава која се налази у јужном делу Афричког континента, измећу Викторијиних водопада, језера Карибе, реке Замбези на северу и реке Лимпопо на југу. Зимбабве се граничи са Јужном Африком на југу, Боцваном на западу, Замбијом на северу и Мозамбиком на истоку. Главни град је Хараре. Због свог геополитичког положаја уз реку Замбези, ова држава се сврстава у земље јужне Африке.

## Историја
Становници који су говорили Банту језике и који су културно били у Гвозденом добу су почели да се досељавају на територију данашњег Зимбабвеа отприлике пре 2000 година. Међу њима су били и преци данашњих Шона (Shona) који сачињавају око 80% становника. Рушевине Великог Зимбабвеа (Great Zimbabwe), сведоче о постојању средњовековне Банту цивилизације у овом региону. Захваљујући успостављању трговинских веза са муслиманским трговцима са Индијског океана, Велики Зимбабве је почео да се развија у 11. веку. Држава је извозила злато, слоновачу и бакар у замену за тканине и стакло. Развој је престао у 15. веку.
Од 1837. Шоне су често нападали припадници племена Ндебеле (Ndebele), предвођеног краљем Мзиликазијем (Mzilikazi), које је бежало од Шаке (Shaka) и његових Зулу ратника за време Мфеканеа (Mfecane).
Касније у другој половини 19. века британски и бурски трговци, ловци и мисионари су почели да продиру у ове крајеве.
1888. године британски предузетник Сесил Роудс је успео да добије права за ископавање руда од краља Ндебелеа Лобенгуле. 1889. Роудс је добио повељу од краљице Викторије за Британску јужноафричку Компанију, која је покорила Ндебеле и њихову територију (која је 1895. по њему и названа Родезија).
Племена Ндебеле и Шона су покушала побуну против продирања колонијалиста у своје крајеве у току 1896-1897. године. Побуна позната као Прва Чимуренга (First Chimurenga) није успела.
У двадесетом веку Родезија је постала саставни део Британске империје. Након Другог светског рата почиње криза и распад колонијалног система. Незадовољна перспективом да остане без својих повластица 1965. родезијска бела мањина проглашава републику Родезију чији је премијер био Ијан Смит.
Марксистичко - националистичке групе Роберта Мугабеа и Џошуе Нкома су започеле герилску групу уз војну помоћ СССР, НР Кине и Северне Кореје. Рат је трајао све до краја 1979. а на основу Споразума у Ланкастер хаусу, крајем фебруара 1980. су одржани скупштински избори. Након кампање коју су обележиле масовна застрашивања и бројна друга кршења људских права и изборног процеса герилске групе ЗАНУ, њен вођа Роберт Мугабе је однео убедљиву победу.
Родезија је под Мугабеовим вођством 18. априла 1980. променила име у Република Зимбабве, а промењена су и многа имена места и улица.

## Политика
Зимбабве је република, са председником који има извршну власт и једнодомним парламентом.
Роберт Мугабе је 1980. године изабран за премијера. Изменио је устав 1987. да би себе начинио председником, а 1990. је укинуо Сенат.
Зимбабве је упамћен као једина држава која је, на гласању ОУН-а 1992. поводом увођења санкција СРЈ због наводног изазивања рата у БиХ, гласала против тог предлога.
Након деведесетих Зимбабве почиње да спроводи политику аграрне реформе, дељење земље беземљашима. Како су белци држали сву обрадиву земљу на основу терора они се не мире са отимањем земље иако им је закон гарантовао да ће им остати довољно земље за пристојан живот. Велика Британија стаје у одбрану беле мањине и покушава да изолује Зимбабве. Криза кулминира протеривањем свих белаца са територије Зимбабвеа који су покушали да се одупру аграрној реформи. Након овога долази до наглог пада пољопривредне производње. Данас је Зимбабве држава која успешно прехрањује становништво. Јужна Африка је перјаница и највећи непријатељ владе Зимбабвеа зато што се тамо након пада апартхејда није десила аграрна реформа те више од 30% становника гладује (ово се открило за време Светског првенства у фудбалу).

## Образовање
Зимбабве има степен писмености од 90% (у 2000. години), највиши у Африци. Остале земље САДЦ имају следеће проценте писмености: Јужноафричка Република 86%, Замбија 79,9%, Свазиленд 80,9%, Намибија 83,3%, Лесото 81,4%, Боцвана 78,9%, Танзанија 77,1%, Малави 61,8%, Мозамбик 46,5%.

## Административна подела
Зимбабве је подељен на 8 покрајина и два града са статусом покрајине:
1. Булавајо град (Bulawayo),
2. Хараре град (Harare),
3. Маникаленд (Manicaland),
4. Машоналенд Централ (Mashonaland Central),
5. Машоналенд Исток (Mashonaland East),
6. Машоналенд Запад (Mashonaland West),
7. Машвинго (Masvingo),
8. Матабелеленд Север (Matabeleland North),
9. Матабелеленд Југ (Matabeleland South) и
10. Мидлендс (Midlands).

Зимбабве има 59 области.
Видети: Списак области у Зимбабвеу

## Географија

### Положај
Државе са којима се Зимбабве граничи су: Замбија, Мозамбик, Јужноафричка Република и Боцвана. Површина државе износи 390.757 km².

### Геологија и рељеф
Надморске висине се у Зимбабвеу крећу од испод 250 m на ушћу реке Рунде у реку Саве до 2592 метра на планини Ињангани у Источним Планинама. Преко 75% Зимбабвеа се налази изнад 650 m надморске висине. 66% земље се налази изнад 1.000 m.

### Воде
Највеће реке су Замбези, Лимпопо и Саве. У Зимбабвеу се налазе Викторијини водопади.

### Флора и фауна
Захваљујући политици конзервације у Зимбабвеу има још доста подручја са дивљим афричким животињама. Заштита дивљих животиња је у Зимбабвеу кроз систем Националних Паркова, Сафари подручја Зимбабвеа и Рекреационих паркова.

## Привреда
Влада Зимбабвеа је суочена са тешким проблемима у економији, док тежи да консолидује претходни напредак у развоју тржишне привреде.
Уплетеност у рат у Демократској Републици Конго је довело до одлива стотина милиона долара из привреде. Подршка Међународног монетарног фонда је ускраћена због неплаћања дугова, пробијања буџета и непридржавања програму реформи. Инфлација је порасла од 32% у 1998. на 59% у 1999. на преко 600% у 2003. години.

## Саобраћај
Бирченог мост

## Становништво
Видети: Демографија Зимбабвеа
Расе и етничке групе 
- црнци 98% 
  - Шона 71%,
  - Ндебеле 16%,
  - остали 11%,
- белци 1%,
- мешани и Азијци 1%.

Религијске групе: синкретик (делом хришћанска, делом локална веровања) 50%, хришћани 25%, Локална веровања 24%, Муслимани и други 1%.
Језици: Енглески језик (званични језик), Шона, Синдебеле (језик Ндебеле племена, понекад зван и Ндебеле) бројни дијалекти и језици мањих етничких група.
Земља је фебруара 2024. укинула практиковање смртне казне, што је описано као наслеђе британске колонијалне власти.

## Заједница бивших Југословена
У Зимбабвеу постоји мала заједница Југословена а сада држављана свих држава са простора СФР Југославије.